# Élections générales maltaises de 2013
Les élections générales maltaises de 2013 (Elezzjonijiet Ġenerali 2013 en maltais et Maltese general election, 2013, en anglais) se sont tenues le 9 mars 2013, afin d'élire les 65 députés de la 24e législature de la Chambre des représentants, pour un mandat de cinq ans.

## Contexte

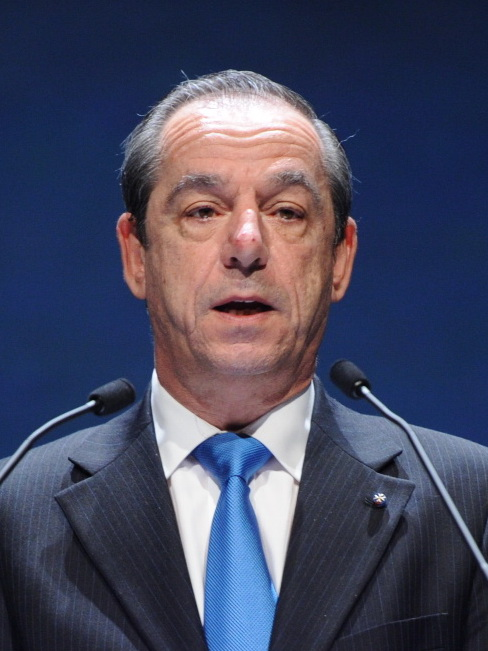
Le Premier ministre Lawrence Gonzi.

Lors des élections générales du 8 mars 2008, le Parti nationaliste (PN), au pouvoir depuis dix ans et dirigé depuis 2004 par le Premier ministre Lawrence Gonzi, avait remporté 35 sièges sur 69, avec 49,3 % des suffrages. Il avait devancé de très peu le Parti travailliste (PL), conduit par l'ancien Premier ministre Alfred Sant, qui avait obtenu les 34 sièges restants, en remportant 48,8 % des voix.
Du fait de cette courte défaite (mais néanmoins la troisième consécutive), Sant renonce à la direction du PL, qu'il dirigeait depuis 1992. À l'occasion du vote organisé pour sa succession, le député européen Joseph Muscat, 34 ans, est élu avec plus de 66 % des voix au second tour, contre George Abela, ancien chef adjoint du parti. En 2009, la Chambre élit ce dernier président de la République à l'unanimité, une première depuis l'indépendance.
Le 10 décembre 2012, le gouvernement perd un vote de confiance sur le budget à la Chambre des représentants, par 35 voix contre 34, un parlementaire de la majorité, Franco Debono, ayant rejoint, comme annoncé, l'opposition. Gonzi remet sa démission dès le lendemain au président de la République, George Abela. Le Parlement est dissous après les fêtes, le 7 janvier 2013. Malgré les demandes de Joseph Muscat, chef de l'opposition travailliste, qui voulait des élections rapidement, les élections générales anticipées se tiendront le 9 mars suivant.
Au Parti nationaliste, il faut noter que trois députés-ministres sortants, Joe Cassar (Tourisme, Culture et Environnement), Dolores Cristina (Éducation et Emploi) et Austin Gatt (Transport et Communication) ne se représentent pas pour cette nouvelle législature. Austin Gatt était à l'origine de l'opposition de Franco Debono, qui n'est pas non plus sur la liste des candidats, comme d'ailleurs John Dalli qui paye sa démission forcée de sa fonction de commissaire de l'Union européenne. Pour le Parti travailliste, seule l'absence d'Alfred Sant est notable.
Aux élections européennes du 6 juin 2009, les travaillistes ont remporté 54,8 % des suffrages, soit quatre sièges sur les six à pourvoir au Parlement européen.

### Campagne électorale
Chaque parti politique a fait campagne sur les sujets qui lui sont propres à mobiliser ses électeurs et à attirer éventuellement des électeurs indécis. Les programmes politiques n'ont pas manqué de promesses électorales.

### Sondages d’opinion
Plusieurs sondages d'opinion ont été réalisés depuis le début de l'année 2013, ils montrent tous, de façon variable mais toujours significative, une avance du Parti travailliste, sans que le Parti nationaliste, qui détenait le pouvoir, ne puisse faire son retard dans l'opinion publique. Malte n'a pas l'air de vouloir déroger à la tendance qui veut que, depuis la crise mondiale, les partis au pouvoir sont systématiquement battus.

## Système électoral
Le système électoral maltais appelé single transferable vote (STV) en français vote unique transférable (VUT) est le système adopté dans les années 1920 par Malte et l'Irlande. Les procédures sont simples pour les électeurs, compliquées pour le dépouillement, les comptages et les transferts de voix pour la commission électorale. Elle assure aux électeurs de choisir les candidats qu'ils désirent dans l'ordre qu'ils désirent sans possibilité pour les partis politiques de les influencer. Elle assure aux partis politiques une représentation strictement proportionnelle avec, depuis les réformes constitutionnelles, l'assurance pour le parti majoritaire en voix de l'être également en siège par affectation de sièges supplémentaires.
Le territoire maltais est divisé en treize districts de vote regroupant environ 25 000 électeurs. Chacun de ces districts permet l'élection à cinq sièges de la chambre des députés. Les partis politiques présentent dans chaque district une liste de candidats sans ordre préférentiel, des candidats indépendants peuvent aussi se présenter. Un candidat peut se présenter dans un maximum de deux districts différents.
Les électeurs inscrits sur les listes électorales de leur district doivent se présenter à partir de samedi 7 heures, avec le document de vote remis précédemment à leur domicile par la police ou doivent le retirer auprès de la commission électorale en cas de non remise. Contre ce document de vote leur est remis un bulletin de vote comprenant tous les candidats du district classés alphabétiquement par parti politique. En face de chaque nom, une case dans laquelle l'électeur doit indiquer son ordre de préférence avec les chiffres 1, 2, 3, 4, etc. Toute autre information annule le bulletin de vote. L'ordre peut être panaché entre les partis politiques, bien que ceux-ci disent le contraire (il n'y a jamais plus de 2 % de panachage).
À la clôture du vote, le samedi à 22 heures, les urnes sont scellées et emmenées sous escorte policière à la salle de comptage qui se trouve à In-Naxxar. Toute la nuit de samedi à dimanche, les commissaires de la commission électorales auront ouvert les urnes et disposés les bulletin à l'envers sur les tables de tri. Le décompte commence le dimanche à 10 heures. À partir de ce moment, les représentants des partis politiques ont le droit de faire des prélèvements afin de faire des estimations de résultats.
Le candidat annoté 1 désigne le vote de premier choix et c'est l’addition de ces votes de premier choix, parti par parti, qui détermine le parti majoritaire pour celui qui obtient le plus grand nombre de voix, le ou les autres partis sont dits d'opposition. C'est le chef du parti majoritaire, s'il est élu, qui est nommé par le Président de la République Premier ministre, charge à lui de nommer ses ministres parmi les députés élus qui gardent leurs fonctions de députés.
Pour être élu, un candidat doit recueillir un nombre de voix supérieur à un quota. Ce quota est égal au nombre de voix exprimées dans le district, divisé par six (le nombre de sièges du district + 1), plus une voix. Si un ou plusieurs candidats atteignent ou dépassent ce quota, il est ou ils sont déclarés élus au premier décompte. Les voix dépassant le quota de ce ou ces candidats sont redistribuées aux autres candidats proportionnellement au deuxième choix. Si aucun candidat n'atteint le quota, c'est le candidat ayant obtenu le moins de voix qui est éliminé et l'ensemble de ses voix est réparti suivant le deuxième choix. Et ainsi de suite par élection ou par élimination, se poursuivent les décomptes jusqu'à la désignation de tous les sièges du district. Les décomptes dépassent peu souvent le nombre de 20.
Si le parti majoritaire en voix n'est pas majoritaire en siège, les avenants à la constitution lui permettent d'obtenir des sièges supplémentaires afin qu'il obtienne un siège de plus que le ou les partis minoritaires.
Si un candidat est élu dans deux districts, il devra déclarer le siège qu'il abandonne pour permettre à la commission électorales de faire un nouveau décompte pour désigner le candidat de son parti qui le remplacera.

## Principales forces politiques
| Parti | Parti                                   | Idéologie                                                                 | Chef de file                      | Score en 2008              |
| ----- | --------------------------------------- | ------------------------------------------------------------------------- | --------------------------------- | -------------------------- |
|       | Parti nationaliste Partit Nazzjonalista | Centre droit Démocratie chrétienne, conservatisme libéral, europhilie     | Lawrence Gonzi (Premier ministre) | 49,3 % des voix 35 députés |
|       | Parti travailliste Partit Laburista     | Centre gauche Social-démocratie, socialisme démocratique, euroscepticisme | Joseph Muscat                     | 48,8 % des voix 34 députés |

## Candidats
| District | Inscrits | AD                                                | AL            | AK                  | PL | PN | Indépendants       |
| -------- | -------- | ------------------------------------------------- | ------------- | ------------------- | --- | --- | ------------------ |
| 1er      | 24 713   | - Arnold Cassola                                  |               |                     | - Carmelo Azzopardi - Joan k/a Yana Bland Mintoff - Luciano Busuttil - John Buttigieg - Christian Cardona - Joe Cilia - Jude-Taddeo Debattista - Joseph Debono - David Farrugia Sacco - Louis Grech - José Herrera - Simon Miccallef Stafrace - Anthony Mifsud Bonnici - Stephan Sultana | - Josiane Cardona - Mario De Marco - Alexiei Dingli - Jean-Pierre Farrugia - Claudio Grech - Paula Mifsud Bonnici - Malcolm Mifsud - Gaetan Vella                                                                  |                    |
| 2e       | 24 606   | - Mario Pius Mallia                               | - John Zammit | - Nazzareno Bonnici | - Carmelo Abela - Christopher Agius - Yana k/a Joan Bland Mintoff - Stefano Carlo Buontempo - Helen Dalli - Jude-Taddeo Debattista - Rita Law - Adrian Meli - Joseph Mizzi - Joseph Muscat - Victor Sultana                                                                              | - Francis Agius - Ingrid Brownrigg - Lawrence Gonzi - Stephen Spiteri | - Anthony Mercieca |
| 3e       | 25 186   | Carmel Cacopardo                                  |               |                     | - Carmelo Abela - Christopher Agius - Owen Bonnici - Ivan vladimir Buttigieg - Helen Dalli - Christopher Fearne - Étienne Grech - Silvio Grixti - Rita Law - Adrian Meli - Joseph Mizzi - Marion Mizzi - Joseph Mario Sammut - Kenneth Spiteri - George Vella                            | - Francis Agius - Ingrid Brownrigg - Mario Galea - Carmelo Mifsud Bonnici - Stephen Spiteri |                    |
| 4e       | 24 540   | - Angela Deguara                                  |               |                     | - Carmelo Azzopardi - Owen Bonnici - Gino Cauchi - Joe Cilia - Christopher Fearne - Silvio Grixti - Carmel Mangion - Konrad Mizzi - Joseph Muscat - Silvio Parnis - Victor Sultana | - Jason Azzopardi - Lawrence Bonavia - Caroline Galea - Carmelo Mifsud Bonnici - Mario Rizzo Naudi - Mark Anthony Sammut - Victor George Scerri                                                                    |                    |
| 5e       | 26 120   | - Robert Callus                                   |               |                     | - Robert-Henri Bugeja - Luciano Busuttil - Mario Calleja - Joseph Farrugia - Marlene Farrugia - Edric Micallef - Marion Mizzi - Joseph Mario Sammut - Saviour Schembri - Edward Scicluna - George Vella - Karmenu Vella - Anthony Zammit                                                 | - Jason Azzopardi - Anthony Bezzina - David Casa - Emanuel Delia - Emanuel Galea - Mario Rizzo Naudi - Mark Anthony Sammut                                                                                         |                    |
| 6e       | 25 359   | - Silvan Agius                                    | - John Zammut |                     | - Ian Borg - Marie-Louise Coleiro Preca - Marlene Farrugia - Roderick Galdes - Gavin Gulia - Carmel Mangion - Emanuel Micallef - Simon Saliba - Saviour Schembri | - Antoine Joseph Borg - Ryan Callus - David Casa - Therese Comodini Cachia - Albert Fenech - Caroline Galea - Peter Micallef - Philip Mifsud - Clyde Puli                                                          |                    |
| 7e       | 26 296   | - Ralf Cassar                                     |               |                     | - Anthony Agius Decelis - Ian Borg - Carmel Buhagiar - Christopher Cilia - Alexander Craus - Godfrey Farrugia - Noel (Emmanuel) Farrugia - Gavin Gulia - Anthony Zammit | - Anthony Abela - David Agius - Antoine Joseph Borg - Joseph Cassar - Vincent Galea - Lawrence Gonzi - Rudolph Grima - Peter Miccalef - Philip Mifsud - David Vassallo - Edwin Vassallo                            |                    |
| 8e       | 25 615   | - Michael Briguglio - Mario Pius Mallia           |               |                     | - John Buttigieg - Christian Cardona - Joseph Debono - Clifford Galea - Simon Micallef Stafrace - Marc Sant - Edward Scicluna - Edward Zammit | - Michael Asciak - Charlo (Carmel) Bonnici - Claudette Buttigieg - Josianne Cardona - Ian Castaldi - Joseph Fenech Adami - Antonio Fenech - Giorgio Mario Schembri                                                 |                    |
| 9e       | 25 255   | - Arnold Cassola - Angela Deguara                 |               |                     | - Leo-Maria Brincat - Victor Paul Martin Ellul - Michael Falzon - Clifton Grima - Emanuel Mallia - Anthony Mifsud Bonnici - Sigmond Mifsud - Simon Saliba - Nakita Zammit Alamango | - Anna Agius - Robert Arrigo - Simon Busuttil - Kristy Debono - Joseph Falzon - Franco Galea - Karl Gouder - Noel Muscat - Marthese Portelli - George Pullicino - Charle (Carmel) Selvaggi - Francis Zammit Dimech | - Anthony Mercieca |
| 10e      | 24 797   | Michael Briguglio                                 |               |                     | - Evaristo Bartolo - Leo-Maria Brincat - Gino Cauchi - Victor Paul Martin Ellul - Michael Falzon - Nicolai Gauci - Clifton Grima - Emanuel Mallia - Sigmond Mifsud - Joanne Vella Cuschieri - Nakita Zammit Alamango                                                                     | - Anna Angius - Robert Arrigo - Joseph Falzon - Albert Fenech - Franco Galea - Karl Gouder - Noel Muscat - George Pullicino - Charles (Carmel) Selvaggi - Evelyn Vella Brincat - Francis Zammit Dimech             |                    |
| 11e      | 26 757   | - Carmel Cacopardo - Robert Callus - Ralph Cassar |               |                     | - Anthony Agius Decelis - Abraham Bezzina - Carmel Buhagiar - Michael Farrugia - Louis Grech - Alfred Grima - Carmel Hili - Jason Micallef - Alexander Muscat - Deborah Schembri Tabone - Rachel Tua - Edward Zammit                                                                     | - David Agius - Charlo (Carmel) Bonnici - Simon Busuttil - Joseph Cassar - Ian Castaldi - Shirley Farrugia - Michael Gonzi - Ian Spiteri - Adwin Vassallo - John Zammit Montebello                                 |                    |
| 12e      | 26 005   | - Silvan Agius                                    |               |                     | - Clayton Bartolo - Evaristo Bartolo - Abraham Bezzina - Michael Farrugia - Noel (Emmanuel) Farrugia - Clifford Galea - Alfred Grima - Carmel Hili - Franco Mercieca - Deborah Schembri Tabone - Kenneth Spiteri - Lorna Vassallo - Joanne Vella Cuschieri                               | - Claudette Buttigieg - Robert Cutajar - Antonio Fenech - Graziella Galea - Vincent Galea - Michael Gonzi - Ian Spiteri                                                                                            |                    |
| 13e      | 27 714   | - David Camilleri                                 |               |                     | - Anthony Attard - George Paul Camilleri - Justyne Caruana - Franco Mercieca - Anthony Refalo | - Fredrick Azzopardi - Samuel Azzopardi - Paul Buttigieg - Kevin Cutajar - Giovanna Debono - Christopher Said |                    |

## Résultats

### Voix et sièges
|                                   |                                   |         |       |      |        |               |  |  |  |  |  |  |  |  |
| Partis                            | Partis                            | Voix    | %     | +/-  | Sièges | +/-           |  |  |  |  |  |  |  |  |
|                                   | Parti travailliste (PL)           | 167 533 | 54,83 | 6,04 | 39     | 5             |  |  |  |  |  |  |  |  |
|                                   | Parti nationaliste (PN)           | 132 426 | 43,34 | 6,00 | 30     | 5             |  |  |  |  |  |  |  |  |
|                                   | Alternative démocratique (AD)     | 5 506   | 1,80  | 0,49 | 0      | en stagnation |  |  |  |  |  |  |  |  |
|                                   | Ajkla Party (PA)                  | 47      | 0,02  | Nv   | 0      | en stagnation |  |  |  |  |  |  |  |  |
|                                   | Alliance libérale (AL)            | 12      | 0,00  | Nv   | 0      | en stagnation |  |  |  |  |  |  |  |  |
|                                   | Indépendants                      | 32      | 0,01  | -    | 0      | en stagnation |  |  |  |  |  |  |  |  |
|                                   |                                   |         |       |      |        |               |  |  |  |  |  |  |  |  |
| Suffrages exprimés                | Suffrages exprimés                | 305 556 | 98,69 |      |        |               |  |  |  |  |  |  |  |  |
| Votes blancs et invalides         | Votes blancs et invalides         | 4 044   | 1,31  |      |        |               |  |  |  |  |  |  |  |  |
| Total                             | Total                             | 309 600 | 100   | -    | 69     | en stagnation |  |  |  |  |  |  |  |  |
| Abstentions                       | Abstentions                       | 23 472  | 7,05  |      |        |               |  |  |  |  |  |  |  |  |
| Nombre d'inscrits / participation | Nombre d'inscrits / participation | 333 072 | 92,95 |      |        |               |  |  |  |  |  |  |  |  |

### Candidats élus
Tous les résultats proviennent du Département de l'information du Gouvernement de Malte
district 1 - 22 924 votants - 22 686 exprimés - Quota 3 782
- Louis Grech - PL (1er compte : 5 626 voix)
- Mario de Marco - PN (1er compte : 4 448 voix)
  - Jude-Taddeo k/a Deo Debattista - PL (19e compte : 1 689 voix)
  - José Herrera - PL (19e compte : 1 913 voix)
  - Claudio Grech - PN (22e compte : 1 883 Voix)

district 2 - 23 197 votants - 22 962 exprimés - Quota 3 828
- Joseph Muscat - PL (1er compte : 13 968 voix) ancien record Eddie Fenech Adami en 2003
- Lawrence Gonzi - PN (1er compte : 4 616 voix)
  - Joseph Mizzi - PL (2e compte : 755 voix)
  - Helena Dalli - PL (15e compte : 1 998 voix)
  - Stefan Carlo Buontempo - PL (15e compte : 2 017 voix)

district 3 - 23 691 votants - 23 418 exprimés - Quota 3 904
- Owen Bonnici - PL (1er compte : 4 316 voix)
  - Mario Galea - PN (15e compte : 2 520 voix)
  - Carmelo Abela - PL (17e compte : 1 859 voix)
  - George Vella - PL (17e compte : 2 113 voix)
  - Étienne Grech - PL (18e compte : 1 904 voix)

district 4 - 23 195 votants - 22 931 exprimés - Quota 3 822
- Joseph Muscat - PL (1er compte : 12 202 voix) ancien record Eddie Fenech Adami en 2003
  - Konrad Mizzi - PL (2e compte : 1 002 voix)
  - Silvio Parnis - PL (10e compte : 978 voix)
  - Jason Azzopardi - PN (14e compte : 2 803 voix)
  - Christopher Fearne - PL (17e compte : 306 voix)

district 5 - 24 548 votants - 24 205 exprimés - Quota 4 035
- Karmenu Vella - PL (1er compte : 5 231 voix)
  - Marlene Farrugia - PL (17e compte : 2 525 voix)
  - Joseph Mario Sammut - PL (18e compte : 2 711 voix)
  - Edward Scicluna - PL (19e compte : 1 707 voix)
  - Anthony k/a Toni Bezzina PN - (20e compte : 3 483 voix

district 6 - 23 759 votants - 23 490 exprimés - Quota  3 916
- Marie-Louise Coleiro Preca - PL (1er compte : 5 707 voix)
  - Clyde Michael Puli - PN (12e compte : 3 537 voix)
  - Ryan Callus - PN (16e compte : 1 595 voix)
  - Silvio Schembri - PL (17e compte : 2 824 voix)
  - Roderick Galdes -PL (17e compte : 2 035 voix)

district 7 - 24 799 votants - 24 449 exprimés - Quota 4 075
- Ian Borg - PL (1er compte : 4 186 voix)
- Lawrence Gonzi - PN (1er compte : 7 260 voix)
  - Joseph Cassar - PN (16e compte : 998 voix)
  - Godfrey Farrugia - PL (19e compte : 2 089 voix)
  - Carmelo Buhagiar - PL (19e compte : 1 450 voix)

district 8 - 23 976 votants - 23 684 exprimés - Quota 3 948
- Joseph Fenech Adami - PN (1er compte : 4 919 voix)
- Antonio Fenech - PN (1er compte 4 465 voix)
  - Christian Cardona - PL (9e compte : 3 876 voix)
  - Edward Zammit - PL (15e compte : 2 660 voix)
  - Edward Sicluna - PL (15e compte : 2 148 voix)

district 9 - 23 278 votants - 23 002 exprimés - Quota 3 834
- Simon Busuttil - PN (1er compte : 6 672 voix)
  - Emanuel Mallia - PL (21e compte : 2 950 voix)
  - George Pullicino - PN (22e compte : 1 241 voix)
  - Robert Arrigo - PN (22e compte : 1 176 voix)
  - Leo Brincat - PL (22e compte : 2 275 voix)

district 10 - 22 377 votants - 22 068 exprimés - Quota 3 679
- George Pullicino - PN (1er compte : 3 827 voix)
  - Robert Arrigo - PN (11e compte : 3 515 voix)
  - Francis Zammit Dimech -PN (20e compte : 2 169 voix)
  - Evariste Bartolo - PL (21e compte : 2 496 voix)
  - Emanuel Mallia - PL (21e compte : 2 526 voix)

district 11 - 24 908 votants - 24 580 exprimés - Quota 4 097
- Simon Busuttil - PN (1er compte : 7 768 voix)
  - Anthony Agius Decelis - PL (14e compte : 3 319 voix)
  - Louis Grech - PL (14e compte : 3 178 voix)
  - David Agius - PN (22e compte : 1 333 voix)
  - Joseph Cassar - PN (22e compte : 1 037 voix)

district 12 - 23 425 votants - 23 009 exprimés - Quota 3 835
- - Evaristo Bartolo - PL (14e compte : 2 791 voix)
  - Micheal Farrugia - PL (15e compte : 2 475 voix)
  - Antonio Fenech - PN (17e compte : 3 202 voix)
  - Michael Gonzi - PN (19e compte : 2 886 voix)
  - Robert Cutajar - PN (20e compte : 2 312 voix)

district 13 - 25 523 votants - 25 072 exprimés - Quota 4 179
- Anthony Refalo - PL (1er compte : 5 264 voix)
- Giovanna Debono - PN (1er compte : 4 753 voix)
  - Franco Mercieca - PL (2e compte : 3 970 voix)
  - Christopher Said - PN (3e compte : 4 096 voix)
  - Justyne Caruana - PL (10e compte : 2 757 voix)

Nota : les voix indiquées pour chaque candidat élu sont les voix de premier choix. Les candidats élus dans deux districts devront encore choisir leur district d'élection pour permettre à la commission électorale de déterminer les candidats remplaçants.

### Analyse
Dans le 13e district Fredrick Azzopardi, député sortant PN, a perdu son siège (1 389 voix de premier choix) de 9 voix au profit de Justyne Caruana - PL (2 757 voix de premier choix) grâce à des transferts de voix en provenance de candidats PN, mathématiquement la somme des seules voix PL ne permettait pas de devancer le PN. Justine Caruana avait obtenu 3 169 voix de premier choix en 2008. Les deux ministres sortants PN, Giovana Debono (5 633 voix en 2008) et Christopher Said (2 573 voix en 2008) ont été facilement élus avec une perte de voix pour Debono, mais un gain pour Said.
Le 11 mars, le Parti nationaliste a rendu public un communiqué annonçant qu'il déposait un recours auprès de la Cour constitutionnelle afin d'obtenir un recomptage des votes du treizième district. Paul Buttigieg n'aurait pas bénéficié d'un report de dix voix, dix voix manquant finalement à Frederick Azzopardi. Un autre recours a été déposé pour le huitième district. Les juges constitutionnels devraient prendre une décision rapidement. Cette situation bloque l'officialisation des résultats, par la même occasion, les décisions de désistement pour les députés élus dans deux districts, la nomination des remplaçants et la formation du gouvernement.
Un amendement constitutionnel de 2007 prévoit d'attribuer des sièges supplémentaires pour respecter la proportionnalité au niveau national en voix de premier choix et en siège. Il est possible que les travaillistes obtiennent 39 sièges pour 167 533 voix soit 4 295 voix/siège. Les nationalistes avec 132 426 voix et 26 sièges ont 5093 voix/sièges, pour aligner au plus près la moyenne des nationalistes sur celle des travaillistes, il faudrait donner 4,8 sièges à ceux-ci, mais pour garder un nombre impair de sièges, ils n'en obtiendraient donc que 4, portant leur nombre à 30. Parallèlement à cela, une polémique est en train de se développer au sujet des 5 506 voix d'Alternative démocratique qui devrait pouvoir bénéficier d'un siège en vertu de l'interprétation d'autres amendements constitutionnels qui essayent de couvrir tous les cas de figures sans y parvenir vraiment. Les travaillistes se montrent assez sensibles à ce problème. Après une prise de position très claire du député PL Evariste Bartolo, qui avait pour but de calmer les esprits, lors de la conférence de presse qui a suivi la première réunion de son groupe parlementaire, Joseph Muscat a déclaré qu'il était prêt à discuter de ce problème lors d'une prochaine réforme constitutionnelle annoncée pendant la campagne.